# Digital Journal

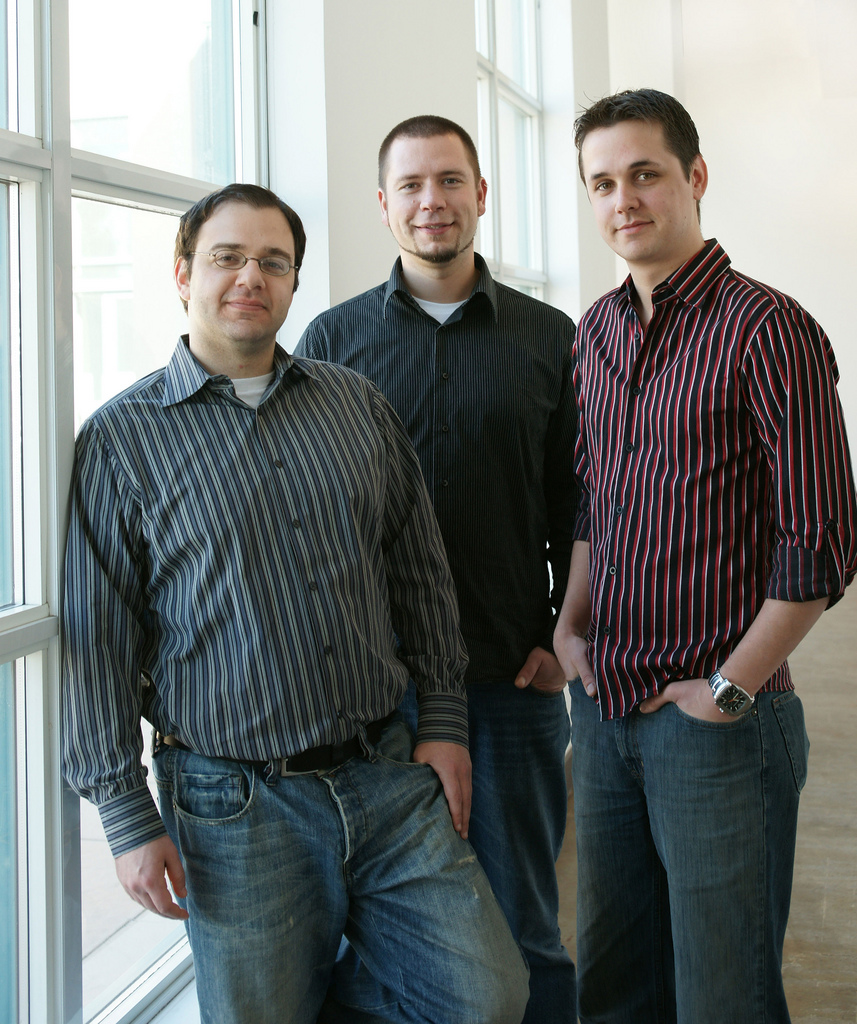
Các nhà quản lý tại Digital Journal: David Silverberg, Alex Chumak và Chris Hogg.

Digital Journal là một dịch vụ tin tức Internet của Canada với kết hợp nội dung đóng góp chuyên nghiệp với nội dung do người dùng gửi.
Digital Journal bắt đầu như là một tạp chí công nghệ và thiết bị công nghệ vào năm 1998 và trở thành cổng thông tin công dân toàn cầu vào năm 2006.